# R・プレマダーサ・スタジアム
R・プレマダーサ・国際クリケットスタジアム（英語: R. Premadasa International Cricket Stadium, シンハラ語: ආර්. ප්‍රේමදාස ක්‍රීඩාංගනය, タミル語: ஆர். பிரேமதாச அரங்கம்）は、スリランカのコロンボにあるクリケット競技施設。1994年6月以前はケッタラマ・クリケット・スタジアムという名前で知られており、2020年までに100試合以上のワン・デイ・インターナショナルを開催している。収容人数は3万5千人。2012年ICCワールド・トゥウェンティ決勝のスリランカ代表対西インド諸島代表戦や2002年ICCチャンピオンズ・カップ決勝のスリランカ代表対インド代表戦、2011年ICCクリケット・ワールドカップ準決勝のスリランカ代表対ニュージーランド代表戦の会場となった。「スリランカにおけるクリケットのホーム」と呼ばれている。

## 歴史

### 初期
このスタジアムの建設を発案したのは、当時の首相ラナシンハ・プレマダーサ（後に大統領、1993年暗殺）であった。彼は収容人数4万人の国内最大のスタジアムを建設しようとした。1986年2月2日に最初の試合（スリランカ代表Bチーム対イングランド代表Bチーム）が行われた。

### 沿革
1986年3月9日に最初のワン・デイ・インターナショナル（スリランカ代表対パキスタン代表）が行われた。1992年8月28日には、最初のテスト・クリケット（スリランカ代表対オーストラリア代表）が行われた。
グラウンドに付属したソニー・マックス・クリケット・アカデミーの選手寮と練習施設の建設が2003年に開始した。

### リニューアル工事
2011年ワールドカップの前にはリニューアル工事が実施された。2009年の工事よりも大掛かりに実施され、収容人員が1万4千人から4万人に増え、200人を収容できるメディアスペースも設置された。総工費は800万米ドルに達した。

2010年7月、ICCピッチング・コンサルタントのアンディ・アトキンソンが報告書を提出し、外野の状態による進捗の遅延について懸念を示した。しかし、スタジアムの建物が完成していないにも関わらず、11月23日から27日にかけて西インドツアーの試合が開催された。スリランカ・クリケット協会は、ワールド・カップに向けて選手が会場に順応するためだとしてスタジアムの決定を擁護した。テスト・マッチの時点で客席が完成していなかったため、一部の客席のみ使用して行われた。またメディアスペースも完成していなかったため、マスメディアは対応を協議した。

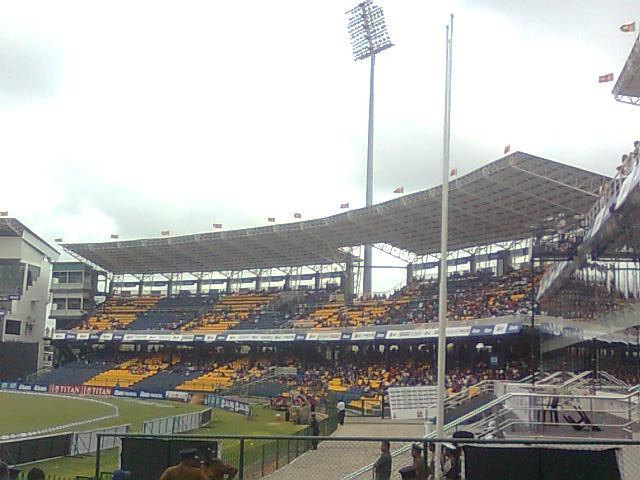
リニューアル後のBブロック
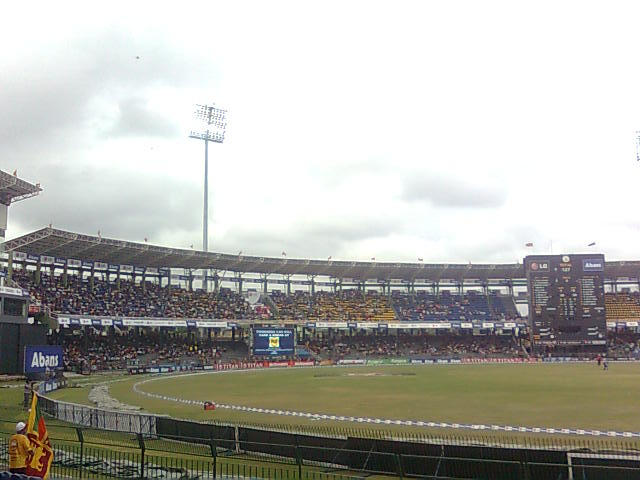

### スタジアム・プラン

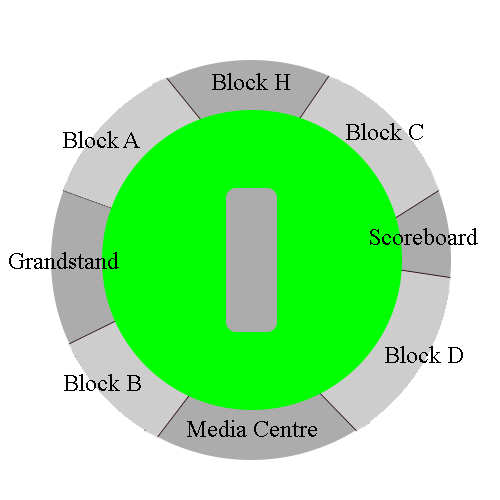
現在のスタンド配置

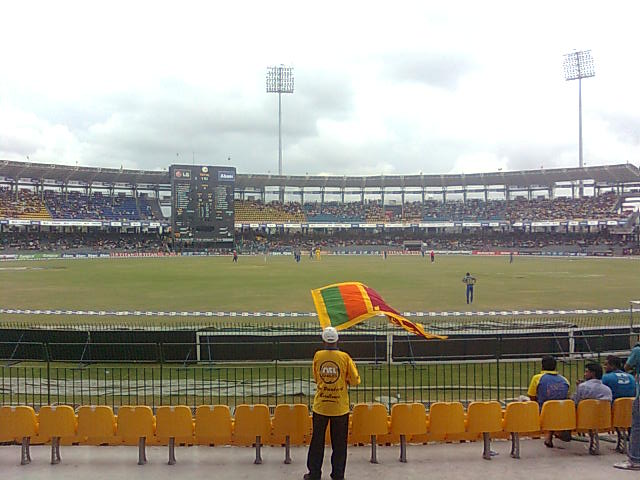
実際の試合風景

AスタンドとBスタンドは、上下に分離しており、複数の企業向けボックス席も設けられている。CスタンドとDスタンドはスコアボードの両側に設けられている。

### リニューアル工事後
2011年には無事にワールドカップ準々決勝と準決勝を開催した。同年5月10日には、スリランカ・クリケット協会会長ニシャンタ・ラナトゥンガが2011年スリランカ・プレミア・リーグをこの会場で開催することを発表した